# Butzerbach
Der Butzerbach oder Butschenbach ist ein 3,2 km langer rechter Zufluss der unteren Kyll nach Kordel im Landkreis Trier-Saarburg in Rheinland-Pfalz.
Der Butzerbach entspringt in Butzweiler und fließt anfangs in nordöstlicher, dann durch ein Waldtal in östlicher Richtung. In diesem stürzt er über die sieben Butzweiler Wasserfälle hinab und mündet nahe der Burg Ramstein unterhalb von Kordel von rechts in die untere Kyll. Er entwässert ein 4,4 km² großes Einzugsgebiet.